# Сайсомбун
Сайсомбун (лао: ໄຊສົມບູນ) — особая зона (khetphiset), существовавшая в Лаосе к северу от столицы Вьентьяна. Особая зона была создана в 1994 на стыке провинций Вьентьян и Сиангкхуанг. 13 января 2006 года зона была ликвидирована, а входившие в неё территории были вновь разделены между провинциями Вьентьян и Сиангкхуанг.
Область имела статус особой зоны по причине наличия очагов сопротивления мяо (хмонгов), оставшихся ещё со времён войны. Въезд в определённые районы особой зоны был ограничен и требовал получения специальных пропусков.
13 декабря 2013 года преобразована в 18-ю провинцию Лаоса.